# Monique Moens
Pour les articles homonymes, voir Moens.
Monique Moens, née le 30 décembre 1961 à Bruxelles est une femme politique belge flamande, ex-membre du Vlaams Belang passée membre de Lijst Dedecker.
Elle fut soignante d'enfants.

## Fonctions politiques
- Conseillère communale à Bruxelles depuis 2001
- députée au Parlement flamand :
  - depuis le 6 juillet 2004  au 7 juin 2009